# Florian (musikgrupp)
Florian var ett svenskt indieband från Stockholm, döpt efter Kraftwerks frontfigur Florian Schneider. Sångare och frontperson i niomannabandet var den nuvarande journalisten Märta Myrstener. En stor del av den uppmärksamhet bandet fick berodde på att medlemmarna var så unga. De jämfördes ofta med tweegrupper som Belle and Sebastian och Edson.
Bandet debuterade 2001 med en självbetitlad vinylsingel, släppt på det Stockholmsbaserade skivbolaget Fabulous Friends. Skivan bestod av låtarna "No One Goes for the Most Clever Girl in Class" och "Slap Me When You Believe I Will Have It". Skivan spelades in på Södra Latins gymnasium och trycktes i 500 exemplar. Debutalbumet Florianópolis kom 2003.
Flera av Florians medlemmar är eller var involverade i diverse sidoprojekt, såsom lo-fi-syntbandet Origo, popkollektivet Kissing Mirrors, postrockbandet Viner, techno-duon The Rice Twins och Nova Drougges popprojekt Nottee.

## Diskografi
- No One Goes for the Most Clever Girl in Class (7", Fabulous Friends, 2001)
- The Kingdom (CD-R, Shelflife, 2003)
- Florianópolis (Dashboard/Border, 2003)[5][6]

## Medlemmar
- Aina Myrstener, cello och trumpet
- Valdemar Gezelius, gitarr
- Jesper Engström, trummor
- Tobias Hansson, bas
- Gerda Persson, piano
- Katarina Flakierzka, synt
- Lars Gribbe, fiol
- Hanna Jensen, fiol
- Stefan Garnbeck, bas (ersatte Tobias Hansson)
- Märta Myrstener, sång, låtskrivare

### Fotnoter
1. ↑  Kristin Lundell (4 april 2003). ”Recension: Florian - Florianópolis”. Svenska Dagbladet. http://www.svd.se/kultur/musik/florian-florianopolis_27900.svd. Läst 27 juni 2011.
2. 1 2  ””En modern kärleksaffär” – när indiepoppen mötte hiphopen, soulen och R&B:n”. P3 Pop - Sveriges radio. 22 mars 2010. https://sverigesradio.se/artikel/3566730. Läst 27 juni 2011.
3. ↑  Martin Söderström, Natalia Kazmierska (30 juli 2001). ”Mygg, musik och glädje - Bennofestivalen hade allt”. NT.se. Arkiverad från originalet den 25 maj 2012. https://archive.is/20120525163911/http://www.nt.se/arkiv/2001/07/30/N%F6je/1736346/Mygg,-musik-och-gl%E4dje---Bennofestivalen-hade.aspx. Läst 27 juni 2011.
4. ↑  Daniel Kederstedt (24 maj 2003). ”Florian – ett nytt Edson!”. Vimmerby tidning. Arkiverad från originalet den 4 mars 2016. https://web.archive.org/web/20160304190346/http://www.vimmerbytidning.se/article/view/3950/. Läst 27 juni 2011.
5. ↑  ”Svensk mediedatabas”. http://smdb.kb.se/catalog/id/001429467. Läst 27 juni 2011.
6. ↑  ”Florian (8)”. Discogs. http://www.discogs.com/artist/Florian+%288%29. Läst 27 juni 2011.